# Gumbasta baterija
Gumbasta baterija ili gumbasta ćelija, vrsta baterije. Prenosiva je, mala i promjera većeg od visine. Namijenjena je za osobite svrhe kao što su slušna pomagala, satovi, mala prijenosna oprema, sigurnosno napajanje i slično.